# Trhanov
Trhanov (în dialectul Chod Tranovo, în germană Chodenschlo') este un sat și o comună din partea de vest a districtului Domažlice. Este situat la poalele munților Český les sub vârful Hrádek (585 m). Este situat la aproximativ 7 km vest de Domažlice, la 3 km sud de Klenčí pod Čerchovem și la aproximativ 11 km est de punctul de trecere a frontierei ceho-germane Lísková⁠(d)/Waldmünchen. În vest, localitatea se îmbină structural cu satul vecin Chodov. Satul Pila⁠(d) face parte din comună. Trhanov are o populație de 542 de locuitori.

## Istorie
Trhanov este menționat pentru prima dată în anul 1621. Între 1676 și 1677, proprietarul moșiei Wolf Maxmilián Laminger din Albenreuthu (alias Lomikar) și-a construit aici reședința - un castel baroc. Mai târziu a devenit un simbol al opresiunii poporului Chod⁠(d), care a culminat la 28 noiembrie 1695 în Plzeň cu execuția conducătorului Chod Jan Kozina⁠(d). Lomikar a murit în acest castel un an mai târziu, lucru de care se leagă cunoscuta legendă Chod că spiritul lui Kozin a venit după el „după un an și o zi” pentru a-l duce la „judecata lui Dumnezeu”. Castelul din Trhanov a fost reconstruit ultima dată după un incendiu în 1810.
În 1910, o linie de cale ferată a fost extinsă de la Tachov la Domažlice prin Trhanov care a avut astfel acces la infrastructura feroviară. După Primul Război Mondial a început o dezvoltare a industriei, care a continuat chiar si în perioada comunistă. Din această cauză, un număr mare de case noi (în special apartamente din beton) au fost construite în acea perioadă, iar în anii 1970 Trhanov a fuzionat cu Chodov. Cu toate acestea, ambele municipalități și-au păstrat în continuare independența.

## Prezent
Astăzi, castelul găzduiește un oficiu poștal, un birou municipal și o școală în aer liber. În localitate se găsesc magazine alimentare și un restaurant renovat. Trhanov nu are capacități de cazare foarte mari. Copiii din Trhanov fac naveta la școala primară din Chodov sau Klenčí pod Čerchovem. În ceea ce privește dotarea tehnică, Trhanov dispune de alimentare cu apă, canalizare, un detașament de pompieri voluntari și este alimentat cu gaz. Există diverse întreprinderi industriale (în principal de prelucrare a lemnului) în zona de frontieră a cadastrelor Chodov și Trhanov.

## Statistici
Conform datelor din SLBD 2001, compoziția etnică a populației este relativ uniformă. 93,8% din populație o reprezintă cehii și 2,2% din populație este de naționalitate slovacă. Aici mai trăiesc germani (2), ucraineni (2) și moravi (1). Procentul copiilor sub 15 ani este de 15,1%, care este ușor peste media națională.
La începutul anului 2012, aici trăiau 541 de locuitori, iar cu șase ani mai devreme erau 571.
În 2001, în Trhanov locuiau 282 de cetățeni activi economic (adică 51,8 % din populația totală). Din acest număr, doar 4,6% erau șomeri. Cea mai mare pondere a populației active lucrează în industrie (41,8%), urmată de educație și sănătate (9.2%), agricultură și silvicultură (8,8%) și comerț (7,8%).
Numărul total de case este de 156, dintre care 133 (85,3%) sunt case locuite.
În 2004, suprafața totală cadastrală a localității era de 213 hectare. Din aceasta, 74,6% este teren agricol, 16,0% alte zone și 4,7% intravilan.

## Transporturi
Trhanov este situat pe drumul II/195 de la Bor via Stráž, Hostouň, Poběžovice⁠(d) și Klenčí pod Čerchovem până la intersecția cu drumul I/26 lângă Havlovice. Acest drum de clasa a II-a conține o legătură către un drum de clasa a III-a spre Chodov si Pec.
Trhanov are legătură feroviară cu calea ferată regională 184 Planá u Mariánské Lázní – Domažlice. Aici se află o stație de cale ferată, precum și o oprire pe tronsonul Pila.
O stație de autobuz importantă se află în centrul satului (în fața castelului). Acolo se intersectează liniile locale de autobuz Díly⁠(d) – Trhanov – Domažlice, Pec – Klenčí pod Čerchovem – Díly⁠(d) – Domažlice și Nemanice⁠(d) – Klenčí pod Čerchovem – Domažlice.

## Alegerile din 2006
| Partid     | Numărul de voturi | Procent |
| ---------- | ----------------- | ------- |
| CSSD       | 109               | 35.16   |
| ODS        | 104               | 33.54   |
| KSČM       | 52                | 16.77   |
| KDU-ČSL⁠(d) | 18                | 5,80    |
| SZ         | 16                | 5.16    |

## Repere turistice
- Castelul Trhanov
- Capela de nișă
- Golgota

## Persoane notabile
- Volf Maximilián Lamingen din Albenreuth – Lomikar (1634–1696), nobil ceh de naționalitate germană, proprietar al moșiei
- Josef Thomayer (1853–1927), medic, profesor universitar și scriitor
- Zdeňka Psůtková⁠(d) (1929–2001), traducătoare
- Josef Císler⁠(d) (1870–1931), medic, profesor și scriitor